# Superliga de Eslovaquia 1995-96
La Superliga de Eslovaquia 1995-96 fue la tercera edición de la Superliga eslovaca de fútbol. Participaron 12 equipos, y el Slovan Bratislava ganó su tercer campeonato. El goleador fue otra vez Róbert Semeník, del 1. FC Košice.

## Temporada regular
|    | Equipo                | PJ | PG | PE | PP | GF | GC | DG  | Pts |
| -- | --------------------- | -- | -- | -- | -- | -- | -- | --- | --- |
| 1  | Slovan Bratislava     | 22 | 15 | 6  | 1  | 62 | 16 | 36  | 51  |
| 2  | Spartak Trnava        | 22 | 14 | 4  | 4  | 40 | 19 | 21  | 46  |
| 3  | 1. FC Košice          | 22 | 15 | 1  | 6  | 47 | 25 | 22  | 46  |
| 4  | Dukla Banská Bystrica | 22 | 11 | 5  | 6  | 32 | 24 | 8   | 38  |
| 5  | BSC JAS Bardejov      | 22 | 12 | 1  | 9  | 34 | 25 | 9   | 37  |
| 6  | Tatran Prešov         | 22 | 10 | 5  | 7  | 28 | 24 | 4   | 35  |
| 7  | Lokomotive Kosice     | 22 | 9  | 1  | 12 | 26 | 33 | -7  | 28  |
| 8  | HFC Hummené           | 22 | 8  | 4  | 10 | 35 | 33 | 2   | 28  |
| 9  | Inter Bratislava      | 22 | 6  | 5  | 11 | 27 | 37 | -10 | 23  |
| 10 | DAC Dunajská Streda   | 22 | 6  | 3  | 13 | 29 | 56 | -27 | 21  |
| 11 | Nitra                 | 22 | 3  | 4  | 15 | 20 | 47 | -27 | 13  |
| 12 | HFK Prievidza         | 22 | 2  | 3  | 17 | 13 | 54 | -41 | 9   |

PJ = Partidos jugados; PG = Partidos ganados; PE = Partidos empatados; PP = Partidos perdidos; GF = Goles a favor; GC = Goles en contra; DG = Diferencia de gol; Pts = Puntos

## Grupo de campeonato
|   | Equipo                | PJ | PG | PE | PP | GF | GC | DG | Pts |
| - | --------------------- | -- | -- | -- | -- | -- | -- | -- | --- |
| 1 | Slovan Bratislava     | 32 | 22 | 9  | 1  | 79 | 20 | 59 | 75  |
| 2 | 1. FC Košice          | 32 | 21 | 2  | 9  | 62 | 32 | 30 | 65  |
| 3 | Spartak Trnava        | 32 | 19 | 6  | 7  | 54 | 32 | 22 | 60  |
| 4 | Dukla Banská Bystrica | 32 | 12 | 11 | 9  | 39 | 36 | 3  | 47  |
| 5 | Tatran Prešov         | 32 | 12 | 7  | 13 | 34 | 36 | -2 | 43  |
| 6 | BSC JAS Bardejov      | 32 | 13 | 3  | 16 | 37 | 42 | -5 | 42  |

PJ = Partidos jugados; PG = Partidos ganados; PE = Partidos empatados; PP = Partidos perdidos; GF = Goles a favor; GC = Goles en contra; DG = Diferencia de gol; Pts = Puntos
|  | Clasificado a la Copa de la UEFA 1996-97        |
|  | Clasificado a la Copa Intertoto de la UEFA 1996 |

## Grupo de descenso
|    | Equipo                      | PJ | PG | PE | PP | GF | GC | DG  | Pts |
| -- | --------------------------- | -- | -- | -- | -- | -- | -- | --- | --- |
| 7  | HFC Hummené                 | 32 | 13 | 5  | 14 | 50 | 44 | +6  | 44  |
| 8  | Lokomotive Energogas Košice | 32 | 13 | 2  | 17 | 37 | 49 | -12 | 41  |
| 9  | Inter Bratislava            | 32 | 11 | 7  | 14 | 42 | 45 | -3  | 40  |
| 10 | Nitra                       | 32 | 10 | 3  | 19 | 30 | 59 | -29 | 33  |
| 11 | DAC Dunajská Streda         | 32 | 7  | 5  | 20 | 41 | 75 | -35 | 33  |
| 12 | Banik Prievidza             | 32 | 7  | 4  | 21 | 31 | 65 | -34 | 25  |

PJ = Partidos jugados; PG = Partidos ganados; PE = Partidos empatados; PP = Partidos perdidos; GF = Goles a favor; GC = Goles en contra; DG = Diferencia de gol; Pts = Puntos
- Nota: No hubo ningún descenso ya que se decidió ampliar a 16 el número de clubes participantes en el campeonato.

|  | Clasificado a la Recopa de Europa 1996-97 |